# Tomba della Pietrera
La tomba della Pietrera è un'antica sepoltura etrusca situata nella necropoli di Vetulonia, nei pressi dell'omonimo centro abitato del comune di Castiglione della Pescaia.

## Storia e descrizione
La sepoltura costituisce il maggiore monumento funebre di Vetulonia e risulta composta da due tombe sovrapposte: la prima costruzione, databile al terzo quarto del VII secolo a.C., presenta una camera funeraria circolare, tuttavia crollata in poco tempo a causa di errori nella selezione dei materiali. Nell'ultimo quarto dello stesso secolo, fu quindi realizzata una seconda tomba, a un livello superiore rispetto alla prima, con un'ampia camera quadrangolare preceduta da un dromos, ai cui lati si aprivano due celle contrapposte.
La copertura a tholos completa la struttura, sostenuta da un pilastro centrale ancora conservato e sormontata da un tumulo di terra. Il nome "Pietrera" è dovuto all'utilizzo della tomba come cava di pietra nei secoli successivi da parte degli abitanti del luogo.